# Samp (plat)

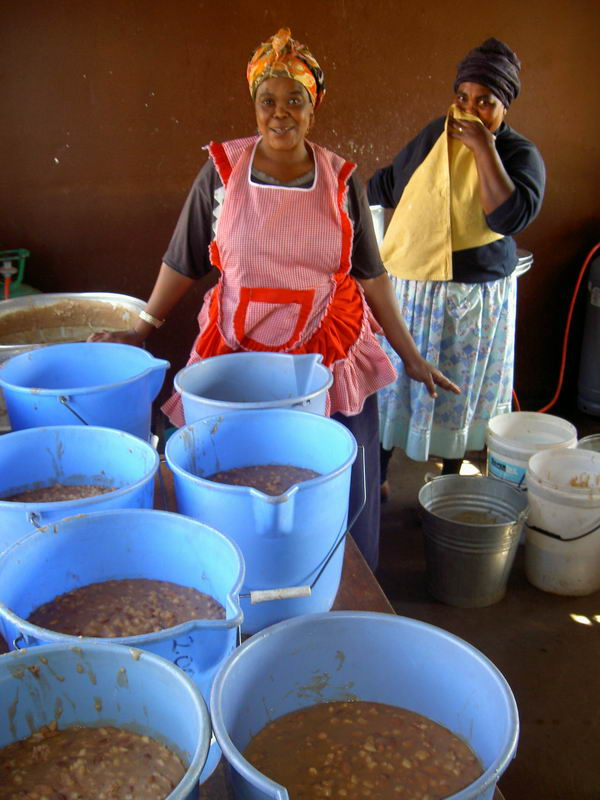
Préparation du samp (en seaux).

Le samp est le grain de maïs séché qui est foulé aux pieds puis cassé. L'enveloppe du grain est éliminée lors du processus. Il est utilisé dans la variante xhosa de l'umngqusho et parfois consommé avec du chakalaka. Il peut aussi être servi avec du bœuf, de l'agneau, de la volaille ou en farce.
Le mot samp est d'origine amérindienne, venant du mot narragansetts nasàump. Les colons de Nouvelle-Angleterre sont les premiers à désigner la bouillie de farine de maïs ou de céréales en tant que samp.
Comme l'hominy (semoule de maïs), le samp est préparé à partir des gruaux (grains décortiqués) de maïs, mais les deux sont produits par des procédés différents.
Les grains de maïs non cassés ni décortiqués peuvent également être cuits (bouillis) jusqu'à devenir tendres. Ce plat est alors appelé stampmielies en afrikaans.
Le samp est souvent servi avec des haricots. 

## Source
- (en) Cet article est partiellement ou en totalité issu de l’article de Wikipédia en anglais intitulé « Samp » (voir la liste des auteurs).